# Warienikowskaja
Warienikowskaja (ros. Варениковская) – stanica w Rosji, w Kraju Krasnodarskim, w rejonie krymskim. W 2010 liczyła 14 881 mieszkańców.

## Urodzeni
- Anatolij Ananjew – radziecki działacz partyjny i państwowy.